# M-キシレン
m-キシレン（英語: m-xylene）、メタキシレン（英語: meta-xylene）は、化学式が C6H4(CH3)2 の芳香族炭化水素である。3種あるキシレンの構造異性体の1つ。m-はmeta-を表し、m-キシレンはベンゼン環の1位と3位にメチル基が置換していることを表している。キシレンの構造異性体はすべて無色で、非常に可燃性が高い。

## 生産と利用
石油には約1重量％のキシレンが含まれている。meta-異性体はキシレンの混合物から、部分的スルホン化（他の異性体はスルホン化されにくい）後、スルホン化されていない油を除去し、スルホン化された生成物を水蒸気蒸留することによって単離することができる。
m-キシレンの主な用途はイソフタル酸の製造であり、ポリエチレンテレフタレートの特性を変えるための共重合モノマーとして使用される。m-キシレンからイソフタル酸への変換には触媒酸化が必要である。また、2,4-および2,6-キシリジンや様々な少量の化学物質の製造にも原料として使用される。アンモ酸化によりイソフタロニトリルとなる。

## 毒性
キシレンに急性毒性はなく、例えばLD50（ラット、経口）は4,300mg/kgである。影響は動物やキシレンの異性体によって異なる。キシレンの懸念は麻薬作用にある。